# Rhonda Vincent

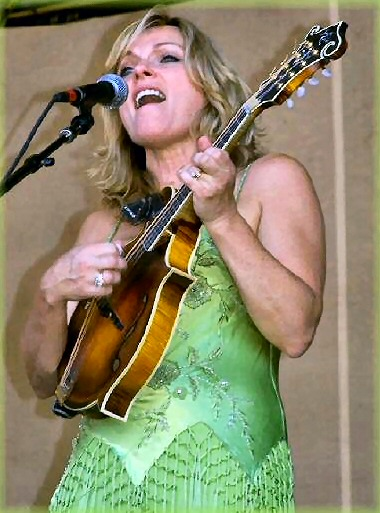
Rhonda Vincent (2007)

Rhonda Lea Vincent (* 13. Juli 1962 in Kirksville, Missouri) ist eine US-amerikanische Country- und Bluegrass-Sängerin und -Musikerin.

## Karriere
Sie wurde als erstes der beiden Kinder von Johnny Lee Vincent (1940–2014) und dessen Frau Carolyn Christine Thompson geboren. Ihr 1969 geborener Bruder Darrin Lee ist ebenfalls als Sänger und Musiker in der Bluegrass-Gruppe Dailey & Vincent tätig. Rhonda Vincent begann im Alter von fünf Jahren Schlagzeug bei der Sally Mountain Show zu spielen, einer Band, die von ihrem Vater gegründet worden war und aus Angehörigen ihrer Familie bestand. Im Alter von acht Jahren erlernte sie Mandoline, und mit zehn Jahren kam Geigenunterricht hinzu.
Sie trat gemeinsam mit ihrer Familie an den Wochenenden bei diversen Country-Festivals auf. Mit etwa 25 Jahren erhielt sie die Chance, in der Sendung You Can Be a Star ihr Können unter Beweis zu stellen. Diese Show wurde über den Sender TNN amerikaweit ausgestrahlt, und so begann ihre Solokarriere. Unter anderem nahm sie gemeinsam mit Jim Ed Brown von der Grand Ole Opry einen Song auf und erhielt einen Plattenvertrag bei Rebel Records. Durch die Arbeit mit Jim Ed Brown und den bei Rebel Records veröffentlichten Alben erhielt sie die Aufmerksamkeit von James Stroud, dem Präsidenten von Giant Records in Nashville. Dieser nahm sie unter Vertrag. Nach zwei Alben bei Giant wechselte sie zu Rounder Records. Ihr dort erschienenes Album Back Home Again spiegelt ihre Liebe und Begeisterung für traditionelle Country-Musik, mit der sie aufgewachsen war, deutlich wider.
Aufgrund eines Autounfalls konnte Vincent nicht wie vorgesehen im Dezember 1999 an einem Casting in Nashville teilnehmen. Via Internet hat sie sich ihre derzeitige Band zusammengesucht und gab ihr den Namen Rage. Mittlerweile hat sie sich einen Namen bei verschiedenen Bluegrass-Festivals erspielt. Durch ihre rockige Show und den modernen Bluegrass-Songs zählte sie nach der Jahrtausendwende neben Alison Krauss und Laurie Lewis zu den profiliertesten Bluegrass-Künstlerinnen. Das 2001 veröffentlichte Album The Storm Still Rages wurde für sieben Preise der International Bluegrass Music Association nominiert. 2000, 2001, 2002 und 2003 wurde sie von derselben Institution als beste Bluegrass-Sängerin des Jahres ausgezeichnet, 2001 war sie „Best Entertainer of the Year“. Seit 2003 erreichte jedes ihrer Alben entweder Platz 1 oder Platz 2 der US-Bluegrass-Charts. Mit dem Album Taken kam sie 2010 erstmals auch in die Billboard 200. Ihr Album Music Is What I See erhielt 2021 eine Grammy-Nominierung in der Kategorie Bestes Bluegrass Album.

## Diskografie
- 1990 – Dream Come True
- 1991 – Bound for Gloryland
- 1991 – Timeless and True Love
- 1991 – New Dreams & Sunshine
- 1993 – Written in the Stars
- 1996 – Trouble Free
- 2000 – Back Home Again
- 2001 – The Storm Still Rages
- 2003 – One Step Ahead
- 2005 – Ragin’ Live
- 2006 – All American Bluegrass Girl
- 2008 – Good Thing Going
- 2009 – Destination Life
- 2010 – Taken